# Nia Daniati
Nia Daniati (n. Yakarta, 17 de abril de 1964) es una actriz y cantante indonesia. Se hizo conocer como cantante con su primera canción titulado "Gelas-Gelas Kaca"; también ha interpretado otros temas musicales a dúo con el cantante Rinto Harahap. Nia ha trabajado en varias películas y telenovelas, siendo una las artistas indonesias más destacadas en la pantalla grande y chica. En una de las películas, en la que Nia participó y que tuvo mayor éxito de taquilla es Antara Dia dan Aku, en la que Nia fue nominada como mejor actriz en el festival de cine de Indonesia. 
Como cantante, Nia ha tenido bastante éxito en las décadas de los años 80 y 90, en la que ha vendido varios álbumes discográficos durante su carrera musical.

## Discografía

### Álbumes de estudio
- Country vol.1
- Nia Daniati The Best Of Pop Bossas
- Nia Daniati Mega Pop Intim Vol 3
- Nia Daniati 15 Lagu Terbaik
- Tembang Asmara Vol. 1 (Siapa Tak Ingin Disayang)
- Tembang Asmara Vol. 3 (Masih Ada Cinta)
- Tembang Asmara Vol. 4 (Tak Ingin Seperti Dia)
- Tembang Asmara Vol. 6 (Aku Tak Ingin Dimadu)
- Tak Ingin Seperti Dia I (1993)
- Tak Ingin Seperti Dia II (1998)
- Tak Ingin Seperti Dia III (2016)

## Filmografía
| Año  | Título                          | Personaje | Notas                                                              |
| ---- | ------------------------------- | --------- | ------------------------------------------------------------------ |
| 1979 | Antara Dia dan Aku              | Nur       | Debut film Nominada – 1980 Indonesian Film Festival a Mejor actriz |
| 1980 | Senyum untuk Mama               |           | Supporting role                                                    |
| 1980 | Nostalgia di SMA                | Anggra    | Supporting role                                                    |
| 1981 | Setetes Kasih di Padang Gersang |           |                                                                    |
| 2016 | Gelas Gelas Kaca                |           |                                                                    |